# Határozati Párt
A Határozati Párt az 1861-es magyarországi országgyűlésen Teleki László vezetésével létrejött politikai csoportosulás volt, amely a tanácskozás eredményének kifejezésére a hagyományos uralkodóhoz intézett felirat helyett a határozati forma mellett érvelt.

## Előzményei
Az 1859-es Piemont elleni vereség után Ferenc József számára világossá vált a Habsburg Birodalom modernizálásának szükségessége. Ennek jegyében került sor Alexander von Bach birodalmi belügyminiszter menesztésére. 1860 októberében az uralkodó kiadta az abszolutisztikus, föderalisztikus és alkotmányos elemeket ötvöző Októberi diplomát, majd 1861 februárjában a centralisztikus Februári pátenst. A császár e dokumentumok elfogadtatása érdekében 1861. április 6-ára Budára összehívta az országgyűlést.

## Az 1861-es országgyűlés
Az országgyűlés mindkét dokumentumot egységesen elutasította. Tagjai között ugyanakkor vita alakult ki arról a kérdésről, hogy az uralkodónak szánt választ a hagyományos felirati formában véglegesítsék, vagy – arra való hivatkozással, hogy az ország törvényei szerint Ferenc József hivatalosan nem Magyarország királya – ünnepélyes határozat meghozatala után az országgyűlés mondja ki a maga feloszlatását, így akadályozva meg bármiféle alku lehetőségét is. Az előbbi nézetet a Deák Ferenc vezette Felirati Párt, míg az utóbbit a Teleki László vezette Határozati Párt képviselte. Teleki és hívei álláspontját indokolta továbbá, hogy Horvátország és Erdély képviselői nem vehettek részt az országgyűlésen, amelyet emiatt határozatképtelennek tekintettek.
A Ferenc Józsefnek adandó válaszról tartott vita előestéjén Teleki öngyilkosságot követett el, ezért az aznapi ülést elnapolták. Utódja a párt élén unokaöccse, Tisza Kálmán lett. Ezután a Teleki által hangsúlyozott elveket már életében sem következetesen képviselő Határozati Párt néhány tagjának segítségével Deák felirati beszéde hatására az országgyűlés 1861. május 13-án 155-152-es szavazati aránnyal a felirat mellett döntött.
Miután az országgyűlést Ferenc József feloszlatta, a Határozati Párt lényegében megszűnt.

### Az országgyűlési választások eredményei
| Választások | Szavazatok száma | Szavazatok aránya | Mandátumok száma | Mandátumok aránya | Parlamenti szerepe |
| ----------- | ---------------- | ----------------- | ---------------- | ----------------- | ------------------ |
| 1861-es     | ?                | ?                 | 100              | 23%               | ellenzék           |